# 무궁류
무궁류(無弓類, anapsid)는 두개골 관자놀이 근처에 측두창(側頭窓, 눈의 뒤쪽에 있는 개구부)이 없는 파충류 무리를 말한다.

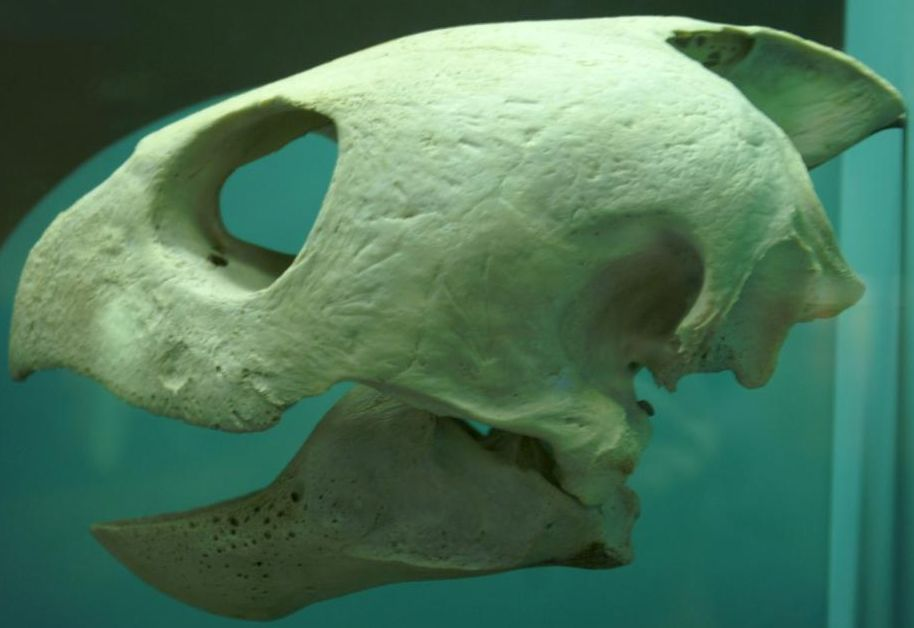
거북목(Testudines)의 일종인 붉은바다거북(Caretta caretta)의 두개골

## 같이 보기
- 이궁류 (이궁아강, Diapsida)
- 광궁류 (광궁아강, Euryapsida)
- 측궁류 (Parapsida)
- 단궁류 (Synapsida)